# Torrent de Vall d'Aubi
El Torrent de Vall d'Aubi  (que en el primer tram del seu curs és anomenat Torrent del Coll dels Prats) és un afluent per l'esquerra del Torrent de Vallsadolla que, ensems, ho és de l'Aigua de Llinars.
Neix a 1.578 metres d'altitud, al vessant meridional de la Serra dels Prats, a uns 120 metres al SE del Coll dels Prats en territori del poble de Montcalb (Guixers). D'orientació predominant N-S desguassa al Torrent de Vallsedolla a 1.420 m. d'altitud, i a uns 300 m al sud-est de les runes de la masia de Can Ripalles

## Municipis que travessa
Fa tot el seu curs pel terme municipal de Guixers (Solsonès)

## Perfil del seu curs
| metres de curs  | 0     | 250   | 500   | 750   | 1.036 |
| --------------- | ----- | ----- | ----- | ----- | ----- |
| Altitud (en m.) | 1.578 | 1.528 | 1.498 | 1.465 | 1.420 |
| % de pendent    | -     | 20,0  | 12,0  | 13,2  | 17,7  |

## Xarxa hidrogràfica
La xarxa hidrogràfica del Torrent de Vall d'Aubi està integrada per un total de 3 cursos fluvials 2 dels quals són subsidiaris de 1r nivell.
La totalitat de la xarxa suma una longitud de 1.337 m. que transcorren íntegrament pel terme municipal de Guixers.
| Codi del corrent fluvial | Coordenades del seu origen                                   | longitud (en metres) |
| ------------------------ | ------------------------------------------------------------ | -------------------- |
| Torrent de Vall d'Aubi   | 42° 9′ 44.58″ N, 1° 43′ 0.766″ E / 42.1623833°N,1.71687944°E | 1.036                |
| D1                       | 42° 9′ 41.66″ N, 1° 43′ 1.925″ E / 42.1615722°N,1.71720139°E | 82                   |
| E1                       | 42° 9′ 29.37″ N, 1° 43′ 13.91″ E / 42.1581583°N,1.7205306°E  | 219                  |